# Попов Володимир Владиславович
Володимир Владиславович Попов (18 травня 1957, Київ, УРСР) — український хірург. Доктор медичних наук (2006). Заслужений лікар України (2007). Лауреат державної премії з науки і техніки 2017 р. за роботу «Хірургічне лікування патології грудної аорти».

## Біографія
1980 року з відзнакою закінчив Київський медичний інститут за фахом «лікувальна справа». З квітня 1978 року працює в Національному інституті серцево-судинної хірургії імені М. М. Амосова. Закінчуючи медичний інститут, працював медбратом у відділенні хірургічного лікування набутих вад серця, зокрема і у відділенні інтенсивної терапії. 
З 1980 року почав працювати лікарем-хірургом, пройшовши шлях до провідного кардіохірурга, завідувача відділення. 1988 року захистив кандидатську дисертацію «Протезування мітрального клапана при ускладнених формах мітрального стенозу (кальциноз, грубий фіброз, масивний тромбоз лівого передсердя)». 
Із березня 2005 року обіймає посаду завідувача відділення хірургії набутих вад серця. В червні 2006 року захистив докторську дисертацію «Хірургічна корекція поєднаних мітрально-аортальних вад серця в умовах штучного кровообігу». У липні 2007 року Попову було присвоєно почесне звання Заслужений лікар України.
Високопрофесійний хірург, ініціативний, принциповий організатор лікувальної і науково-методичної роботи, що дозволило удосконалити і впровадити нові високотехнологічні методи лікування набутих вад серця. Протягом багатьох років Попов був відповідальним виконавцем тем НДР з хірургічного лікування аневризм висхідної аорти (Диплом президії АМН України за найкращу роботу, виконану у 2004 р.), реконструктивної хірургії клапанів серця, брав участь у темах, присвячених пухлинам серця, корекціям дуги аорти в умовах глибокої гіпертермії, лікуванню кардіоміопатій. 2006 року став науковим керівником НДР з хірургічного лікування ускладнених форм мітральних вад серця (робота «Дослідити ускладнені форми мітральних вад серця і вдосконалити ефективність хірургічних втручань» була удостоєна у 2009 році дипломом Президії Академії медичних наук як найкраща), проводить важливі дослідження з удосконалення захисту міокарда при операціях зі штучним кровообігом, що сприяє прогресивному покращенню результатів складних операцій на серці.
Попов — серцево-судинний хірург вищої категорії, виконав близько 2 тисяч операцій на серці та судинах. Виконує найскладніші операції при набутих вадах серця і є провідним фахівцем в Україні в цій галузі. Член спеціалізованої вченої ради Інституту. 
Автор 410 наукових публікацій, зокрема монографії та 35 деклараційних патентів України на винахід.
Дійсний член Американської асоціації торакальних хірургів (англ. STS, Society of Thoracic Surgeons), Американської асоціації серця (англ. AHA, American Heart Association), Європейської асоціації кардіо-торакальних хірургів (англ. EACTS, European Association for Cardio-Thoracic Surgery), Європейської асоціації серцево-судинних та ендоваскулярних хірургів (англ. ESCVS, European Society of CardioVascular Surgery), Асоціації серцево-судинних хірургів України, Росії, Асоціації хірургів України.

## Джерело
- Попов Володимир Владиславович